# Антончик, Сергей Антонович
Сергей Антонович Антончик (род. 1 апреля 1956, Плещеницы, Минская область) — советский и белорусский политический, общественный и профсоюзный деятель, член фракции Оппозиции Белорусского Народного Фронта в Верховном Совете 12-го созыва. Антончик был автором доклада 1994 года в Верховном Совете о коррупции в окружении президента Александра Лукашенко и премьер-министра Михаила Чигиря, публикация которого в прессе была запрещена президентом. В газетах тогда появились «белые пятна», что считается одним из первых откровенных примеров нарушения Лукашенко принципов демократии и верховенства права.

## Биография

### Молодость и деятельность в Верховном совете
Родился 1 апреля 1956 года в посёлке Плещеницы Логойского района Минской области БССР. Имеет среднее образование. Работал аппаратчиком гальваники на Минском производственном объединении им. Ленина (ныне Белвоинский приборостроительный завод).
Был одним из организаторов и лидеров антикоммунистического рабочего движения Белоруссии, возникшего в 1989 году, активным участником известной забастовки рабочих в апреле 1991 года. Выступал одним из лидеров рабочего движения и председателем стачкома во время массовых забастовок рабочих в апреле 1991 года. 16 мая 1990 года стал народным депутатом Верховного Совета БССР 12-го созыва от Есенинского избирательного округа № 17 города Минска. Являлся членом ряда парламентских комитетов: Мандатного комитета, Комитета по труду, ценам, занятости и социальной защите, временного комитета по льготам. Был членом оппозиции БНФ — парламентской фракции Белорусского народного фронта (Белорусского национального фронта). Он был частью так называемого «Теневого кабинета» оппозиции БНФ. Возглавлял Комитет по борьбе с коррупцией, был одним из руководителей «теневого» Министерства труда, социальной защиты и контроля за приватизацией. Участвовал в подготовке и принятии Декларации о государственном суверенитете Беларуси, подготовке законопроектов на внеочередной сессии Верховного Совета 24-25 августа 1991 г., на которой Беларусь была провозглашена независимость. Был соавтором ряда законопроектов, подготовленных оппозицией БНФ.
В апреле 1995 года был избит вместе с другими депутатами Оппозиции БНФ во время голодовки в зале парламента. В августе того же 1995 года во время забастовки работников Минского метрополитена, несмотря на депутатский иммунитет, был задержан и более суток находился на территории специальной части внутренних войск.

### Антикоррупционная деятельность
В 1993 году входил в состав Временной комиссии по изучению коммерческой деятельности структур, созданных при органах государственной власти (известной как «Комиссия по борьбе с коррупцией») под председательством Александра Лукашенко. Вместе с ним он подготовил доклад о коррупции во властных кругах, представленный в декабре 1993 г., что привело к резкому росту популярности Лукашенко и способствовало его избранию президентом в 1994 года. После избрания Александра Лукашенко президентом выступил на сессии Верховного Совета 20 декабря 1994 года с докладом о коррупции, сотрудничестве с мафией и незаконных торговых операциях, проводимых ближайшими соратниками президента Александра Лукашенко и членами правительства Михаила Чигиря. В своем докладе Антончик представил президента как главный источник коррупции, обвинив его в намеренном введении коррумпированных людей в политику. Премьер-министра Чигиря обвинили в отмывании денег, а главу Администрации президента Леонида Синицына — в несправедливом получении финансовой выгоды. Сразу же после прочтения Леонид Синицын и многие другие политики и чиновники, упомянутые в докладе, объявили с трибуны о том, что уходят в отставку, но по факту никто из них этого не сделал.
Верховный Совет передал дело генеральному прокурору Василию Шаладонову, который, однако, решил, что оснований для дальнейших действий нет. Вопреки решению Верховного совета Лукашенко издал указ, запрещающий публикацию доклада в прессе. По приказу Лукашенко на журналистов оказал давление Александр Федута. Газеты, которые решили напечатать этот доклад, в итоге вышли с «белыми пятнами», где отчет должен был быть напечатан — чтобы продемонстрировать политическое давление на них. Редакторы, не подчинившиеся воле президента, вскоре лишились работы. По итогам доклада управляющий делами президента Иван Титенков подал иск о защите чести и достоинства, который Антончик проиграл, и его имущество было частично конфисковано. Дело рассматривалось Ленинским народным судом Минска, который вынес вердикт в виде штрафа в размере 200 млн рублей. 9 января 1995 года Антончик обратился к депутатам с просьбой предоставить ему выступить на сессии Верховного Совета с информацией о коррупции в президентской команде. На встрече с представителями общественности в Витебске в январе 1995 года заявил, что он со своей командой должен написать «Чёрную книгу коррупции», документирующую коррупционные преступления.
По мнению Брайана Мориса Беннета, Сергей Антончик готовил свой доклад, чувствуя, что в докладе Лукашенко от декабря 1993 г. сказано не все, и надеялся, что презентация повысит его политическую позицию, как это произошло с Лукашенко годом ранее. Однако он не предвидел, что интерес к проблеме коррупции в парламенте пропал и что презентация будет иметь меньшее влияние, поскольку не транслировалась по радио и телевидению. Дело с докладом Антончика и реакцией на него Лукашенко вызвало дискуссию в Верховной Раде об ограничении свободы слова в Беларуси, введении цензуры и комментарии о возможности импичмента президента. По словам Эугениуша Мироновича, это событие стало одним из первых явных примеров нарушения президентом принципов демократии и верховенства закона.

### Деятельность после работы в Верховном Совете
В апреле 1999 года был арестован по подозрению в организации незаконного митинга на заводе в Орше. В 1999 году Сергей Антончик принял активное участие в попытке бывших депутатов Верховного Совета и оппозиции провести альтернативные президентские выборы. В 1999 году возглавил общественный фонд поддержки безработных. В конце 90-х участвовал в создании независимых профсоюзов. Возглавлял незарегистрированную организацию «Рабочая самопомощь».
Заявил о намерении баллотироваться на президентских выборах в 2001 года. 15 июня 2001 г. зарегистрировал свою инициативную группу, которая уже 19 июля сообщила, что собрала 116 000 подписей в поддержку, что достаточно для регистрации кандидата (требовалось 100 000). Однако в тот же день он снял свою кандидатуру в пользу Михаила Маринича. Он объяснил это желанием показать оппонентам пример добровольного поиска общего кандидата демократических сил. Вечером 9 сентября 2001 г., после окончания голосования, принял участие в митинге сторонников оппозиции против фальсификаций.
В 2002—2004 годах пытался создать общественную организацию под названием «Айчына», занимающуюся гуманитарной деятельностью и защитой прав человека. По его словам, оргкомитет имел представителей в 240 городах Беларуси, а организация должна была объединить несколько сотен тысяч человек. В 2004—2005 годах власти неоднократно препятствовали проведению учредительного собрания «Айчына» в Минске. 5 октября 2004 г. Антончик был приговорен к 15 суткам ареста после того, как был признан виновным в организации «несанкционированной встречи» в офисе собственной организации. В феврале 2005 года был задержан, по обвинению в «организации несанкционированного собрания» оштрафован на 150 базовых величин.
На рубеже 2005 и 2006 годов отошел от политической деятельности из-за болезни сердца. Несмотря на это, он продолжал подвергаться репрессиям со стороны властей. Утром 10 марта 2006 года, за несколько дней до президентских выборов, он был задержан вместе с сыном Александром на остановке возле своего дома, куда он провожал сына на работу. Оба были приговорены к 15 суткам ареста за «неподчинение сотрудникам милиции». Из-за своей политической деятельности Антончик много лет не мог найти работу. В 2008 г. работал грузчиком.
Участвовал в акциях протеста против интеграции с Россией 20 декабря 2019 года — суд Московского района Минска оштрафовал его на 810 руб.
В мае 2021 года оштрафован на 900 белорусских рублей за «несанкционированное пикетирование» (на участке Антончика находятся камни с изображением белорусского герба и флага).

## Взгляды и оценка деятельности
Во время избирательной кампании 2001 года Сергей Антончик делал упор на работу с профсоюзами и с электоратом Лукашенко. Он рассчитывал на то, что ему удастся «исцелить» 15-20 % электората Лукашенко. На его взгляд, этого не делали остальные представители оппозиции, которые опирались исключительно на свой электорат. В случае победы на президентских выборах Сергей Антончик обещал, что проведет масштабные экономические реформы. Успех белорусской экономики он видел в том, что должна быть передана молодым талантливым профессионалам. Вторым пунктом его плана было снижение зависимости от РФ в пользу Евросоюза. Третий и последний — отмена существующих антинародных законов.
В 2010 году Зенон Позняк вспоминал в своих мемуарах Сергея Антончика следующим образом:

Известный борец с коммунистическим советским режимом, душа-человек, с умным природным умом и дружественным характером. В белорусском движении с самого начала, с 1988 года, когда все закипело; один из основателей тогда белорусского рабочего движения. В оппозиции БНФ он занимался в основном вопросами социальной справедливости, за что его номенклатура стойко ненавидела. Апогеем эта ненависть достигла в 1995 году, когда был установлен антибелорусский режим. Во время забастовки в минском метрополитене его даже тайно поймали (похитили), увезли в какую-то воинскую часть. Никто не знал, где он. Депутатам от оппозиции (С. Наумчик и др.) пришлось приложить немало усилий перед новыми циниками у власти, чтобы освободить Антончика.Оригинальный текст (бел.)Вядомы змагар з камуна-савецкім рэжымам, душа-чалавек, з кемлівым прыродным розумам і сяброўскім характарам. У беларускім руху з самага пачатку, з 1988 года, калі ўсё пачынала бурлець; адзін з заснавальнікаў
тады беларускага рабочага руху. У Апазыцыі БНФ займаўся найбольш пытаньнямі сацыяльнай справядлівасьці, за што намэнклятура стойка яго ненавідзела. Апагея гэтая нянавісьць дасягнула ў 1995 годзе, калі ўсталяваўся антыбеларускі рэжым. У час забастоўкі працаўнікоў мэтро ў Менску яго нават таемна схапілі (выкралі), увязьнілі ў нейкай ваеннай частцы. Ніхто ня ведаў, дзе ён. Дэпутатам Апазыцыі (С. Навумчыку і інш.) прышлося прыкласьці шмат намаганьняў перад новымі цынікамі ва ўладзе, каб Антончыка выпусьцілі.

## Личная жизнь
Имеет жену, троих детей, внуков.